# Philipp von Westerholt
Philipp von Westerholt (* nach 1602; † 24. April 1634 in Zutphen) war ein römisch-katholischer Geistlicher und Domherr in Münster.

## Leben

### Herkunft und Familie
Philipp von Westerholt wurde als Sohn des Borchard von Westerholt zu Hackfort (1566–1631, Schultheiß in Zutphen) und dessen Gemahlin Hedwig Droste zu Vischering geboren. Aus der ersten Ehe seines Vaters mit Elisabeth van den Clooster († 1602) stammen die Halbgeschwister Bernhard (1595–1638, Generalwachtmeister), Johann, Hendrik (* 1590, ⚭ Aleid van Scherpenzeel) und Agnes († 1661, ⚭ Jacob van Leefdael).

### Wirken
Mit dem Erhalt der Tonsur am 14. Dezember 1624 wurde Philipp auf ein geistliches Leben vorbereitet und kam im darauffolgenden Jahr zu einer münsterschen Dompräbende. Die Emanzipation fiel in das Jahr 1628. Die Niederen Weihen erhielt er am 13. April 1628. Am Tag darauf wurde er Subdiakon.